# Campeonato Uruguaio de Futebol de 1905
O Campeonato Uruguaio de Futebol de 1905 consistiu em uma competição com dois turnos, no sistema de todos contra todos. O campeão foi o CURCC, que conquistou o torneio de forma invicta, vencendo todas as partidas.

## Classificação
| Pos | Equipe               | Pts | J | V | E | D | GP | GC | SG  |
| --- | -------------------- | --- | - | - | - | - | -- | -- | --- |
| 1°  | CURCC                | 16  | 8 | 8 | 0 | 0 | 21 | 0  | 21  |
| 2°  | Nacional             | 12  | 8 | 6 | 0 | 2 | 14 | 7  | 7   |
| 3°  | Montevideo Wanderers | 7   | 8 | 3 | 1 | 4 | 7  | 9  | -2  |
| 4°  | Teutonia             | 5   | 8 | 2 | 1 | 5 | 6  | 18 | -12 |
| 5°  | Albion               | 0   | 8 | 0 | 0 | 8 | 0  | 14 | -14 |

| Campeonato Uruguaio de 1905 |
| --------------------------- |
| CURCC Campeão (3º título)   |